# Пірс (Аризона)
Пірс (англ. Pearce) — невключена територія в окрузі Кочіс, штат Аризона, США. 

## Демографія
У 2010 році на території мешкало приблизно 1925 осіб (у 2000 році — 2104 осіб). 
Чоловіків — 1,004 ;

Жінок — 921 .
Медіанний вік жителів: 48.8 років;
по Аризоні: 35.6 років;
Будинків та вілл: 1,077;
орендованих: 133.
Середній розмір домогосподарства: 2.4 осіб; по Аризоні: 2.7 осіб. 

### Доходи
Середній скоригований валовий дохід в 2004 році: $34,312;
по Аризоні: $50,097.
Середня заробітна плата: $27,340;
по Аризоні: $42,146.

### Расова / етнічна приналежність (перепис 2010)
Білих — 1,618.

 Афроамериканців — 27.

 Індіанців — 4.

 азіатів — 18.

 Корінних жителів Гавайських островів та інших островів Тихого океану — 0.

 Інші — 2.

 Відносять себе до 2-х або більше рас — 44.

 Латиноамериканців — 224.